# Otto Breuer
Otto Breuer (Viena, 26 de julio de 1897-Purkersdorf bei Wien, 10 de noviembre de 1938) fue un arquitecto y diseñador austríaco.

## Biografía

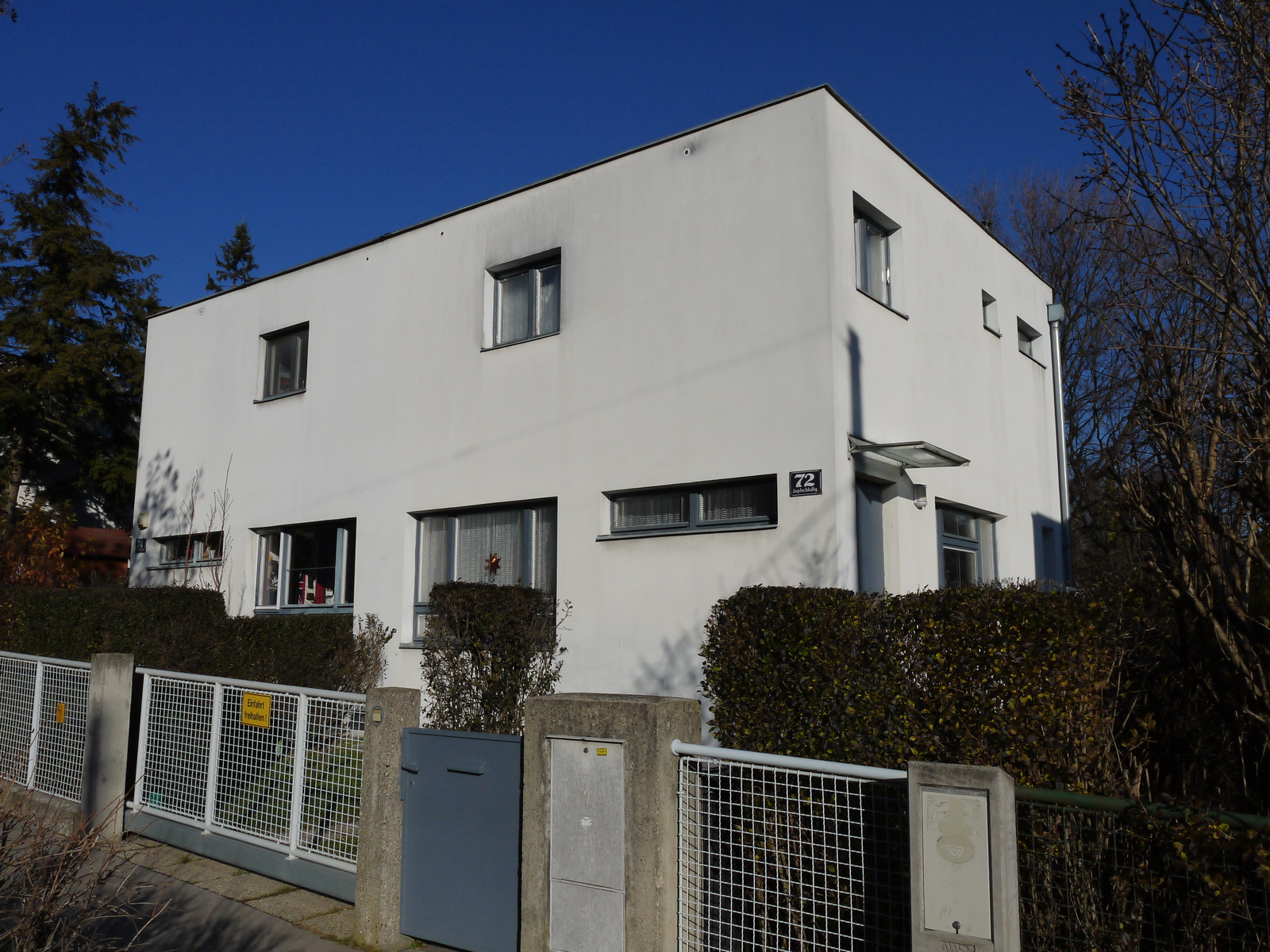
Jagdschlossgasse 72-74

Nació en el seno de una familia judía en Viena. Tras la Primera Guerra Mundial se matriculó en la Universidad Técnica de su ciudad natal. En 1919 se convirtió en alumno de Adolf Loos. En 1920 estudió un semestre en la Bauhaus de Weimar, y posteriormente regresó a Viena para completar sus estudios en 1922 en la misma universidad en la que había empezado.
Sus inicios en el mundo laboral fueron de la mano de Albert Linschütz, con quien llevó a cabo numerosos diseños de mobiliario y de objetos para el hogar, así como decoraciones en espacios de interior.
Años después daría comienzo su actividad en el campo de la arquitectura, uniéndose en 1928 al Österreichischer Werkbund y participando en la exhibición del Werkbundsiedlung de Viena con la construcción de una casa doble caracterizada por su forma cúbica y de techo plano. Ambas viviendas se construyeron simétricamente y contaban con 45 metros cuadrados por planta cada una de ellas. Estas son un ejemplo de sus pocas construcciones documentadas.
En 1938 la propiedad de Breuer fue confiscada por los nazis. Tras un fallido intento de suicidio, fue enviado a un sanatorio en Purkersdorf bei Wien donde sí consiguió arrebatarse la vida. Su mujer, Grete Neuwalder, fue deportada a Polonia, donde fue asesinada en 1941 en un campo de concentración.